# Stuart Franklin
Stuart Franklin (* 16. Juli 1956 in London) ist ein  britischer Fotojournalist.

## Leben
Stuart Franklin studierte Fotografie am West Surrey College of Art and Design und promovierte in Geografie an der University of Oxford. Von 1980 bis 1985 arbeitete er als Korrespondent für die Agentur Sygma in Paris. Seit 1990 ist er Mitglied bei Magnum Photos, welche er von 2006 bis 2009 präsidierte. Seit 1990 hat er mehr als zwanzig Reportagen für National Geographic fotografiert.
Während des Massakers am Tian’anmen Platz 1989 fotografierte Franklin den später Tank Man genannten Demonstranten, der die Reihe der Panzer stoppte. Mit diesem Foto gewann Franklin den dritten Preis in der Kategorie Aktuelle Berichterstattung bei der Wahl zum Pressefoto des Jahres.

## Auszeichnungen
- 1985: Christian Aid Award für humanitäre Fotografie
- 1987: Tom Hopkinson Award für Fotojournalismus
- 1989: World Press Photo Award for spot news stories, third prize
- 1997: Gibbs Prize for geography, University of Oxford

## Publikationen
- The Time of Trees, Leonardo Arte, Milano, 1999, ISBN 8883100581
- La Città Dinamica, Mondadori, Milano, 2003, ISBN 8837021186
- Sea Fever, Bardwell Press, Oxford, 2005, ISBN 0-9548683-4-X[3]
- Hotel Afrique, Dewi Lewis, Manchester, 2007
- Footprint: Our Landscape in Flux, Thames and Hudson, 2008, ISBN 978-0-500-54364-1[4]